# 300 Арагвелі (станція метро)
41°41′15″ пн. ш. 44°49′37″ сх. д. / 41.68750° пн. ш. 44.82694° сх. д.
300 Арагвелі (вимовляється "Самас Арагвелі",  груз. 300 არაგველი) — станція Ахметелі-Варкетільської лінії Тбіліського метрополітену, розташовується між станціями Авлабарі та Ісані.
Відкрита 6 листопада 1967. Знаходиться в районі Авлабарі.
Названа на честь 300 арагвельських воїнів-героїв, полеглих у Крцаніській битві 1795.
Станція «англійського типу». Оздоблення станції у жовтих відтінках.

## Ресурси Інтернету
- Тбіліський метрополітен [Архівовано 19 травня 2014 у Wayback Machine.](англ.)
- Тбіліський метрополітен(груз.)